# Кахулски район
Кахулски район (на румънски: Raionul Cahul) е разположен в Южна Молдова, с площ 1546 км2. Негов административен център е град Кахул (Кагул). Населението му е 105 324 души (по преброяване от май 2014 г.).

## География

### Населени места
Района се състои от 56 населени места – 1 град и 55 села разделени в 37 комуни (общини).

## Население
Населението на района през 2014 година е 105 324 души, от тях градското население е 28 763 души (27,3 %) а селското 76 561 души (72,7 %).
|       | 2003    | 2004    | 2005    | 2006    | 2008    | 2014    |
| ----- | ------- | ------- | ------- | ------- | ------- | ------- |
| Кахул | 42 450  | 42 400  | 36 800  | 35 500  | 39 004  | 30 018  |
| села  | 83 700  | 83 700  | 82 400  | 83 700  | 84 804  | 75 306  |
| Общо  | 126 150 | 126 100 | 119 200 | 119 200 | 123 808 | 105 324 |

### Етнически състав
Според официалната статистика от 2014 година, етническия състав е следния:
- 71,3 % – молдовци
- 11,6 % – румънци
- 4,9 % – украинци
- 4,6 % – руснаци
- 4,1 % – българи
- 2,7 % – гагаузи
- 0,2 % – роми